# Sughiț
Sughițul (termen medical lat. "singultus") este "o contracție bruscă și convulsivă a diafragmei, însoțită de un zgomot nearticulat, cauzată de trecerea aerului prin glotă."
Această contracție se repetă de mai multe ori pe  minut.
Sughițatul trece aproape întotdeauna de la sine, dar intervenția medicală este necesară în unele cazuri extreme.

## Cauzele
Sughițul începe deseori după băutul unei băuturi carbogazoase, dar orice tulburări ale sistemului nervos central sau perifer pot cauza sughițatul. Chimioterapia este și ea câteodată pusă în legătură cu sughițatul.

## Listă de cauze posibile ale sughițatului
- Băuturi carbogazoase
- Lipsa de apă
- Mâncatul prea repede
- Băutură rece la mâncare caldă
- Râcâitul
- Mâncare foarte iute (piperată)
- Râsul viguros
- Tușitul
- Plânsul tare
- Vorbitul excesiv
- Lipsă de vitamine
- Laringită
- Anestezie generală
- Infecții
- Operații
- Tumori
- Diabet
- Vomitat
- Chimioterapie

## Tratament medical
Medicamente antipsihotice, sedative, sau antispasmodice sunt folosite pentru cazurile grave. Masaj digital rectal este recomandat ca remediu care merită încercat înainte de a se apela la medicamente.